# Valea Minișului
Valea Minișului – wieś w Rumunii, w okręgu Caraș-Severin, w gminie Bozovici. W 2011 roku liczyła 6 mieszkańców. 